# Висоле
Висоле (словен. Visole) — поселення в общині Словенська Бистриця, Подравський регіон‎, Словенія.